# Сойфер, Владимир Николаевич
Владимир Николаевич Со́йфер (20 января 1930 — 2016) — советский и российский геофизик, океанолог, доктор физико-математических наук, профессор, заслуженный деятель науки РФ.

## Биография
Родился в 1930 году в Горьком в семье журналиста Николая (Мирона) Ильича Сойфера (1898—1950 г.), родом из Мариуполя, и Анны Александровны Кузнецовой (1902—1975 г.). Брат — доктор физико-математических наук, профессор Валерий Николаевич Сойфер (род. 16 октября 1936 г.), советский и американский биофизик, биолог, генетик, историк науки, правозащитник.
Окончил физико-технический факультет МГУ и начал работать в лаборатории Г. Н. Флерова в Институте нефти АН СССР. Он первый в мировой практике изучил движение меченных тритием пластовых вод нефтяных месторождений, а также сделал измерения естественного трития в природных водах на Евроазиатском континенте (1959 г.).
Умер в 2016 году. Прах захоронен в колумбарии на Преображенском кладбище.

## Награды и почетные звания
Доктор физико-математических наук, профессор, главный научный сотрудник Института геохимии и аналитической химии им. В. И. Вернадского РАН, завлабораторией ядерной океанологии, советник Тихоокеанского океанологического института им. В. И. Ильичева ДВО РАН. Заслуженный деятель науки РФ, лауреат Государственной премии РФ (2004).

## Научная деятельность
Владимир Н. Сойфер создал оригинальные установки для низкофоновых измерений трития и массовых измерений дейтерия (фотонейтронный метод) в природных водах. На базе первых разработок по изотопии водорода природных вод Владимир Николаевич разработал концепцию применения изотопных индикаторов при исследовании динамики подземных вод с применением изотоповодородных индикаторов (НТО и НЭО). Созданные им методы и приборы активно использовались в сфере нефтедобывающей и горной промышленности, во время изучения обводнения горнорудных объектов и оценки запасов грунтовых и напорных пресных вод. Владимир Н. Сойфер в тандеме с сотрудниками лаборатории изобрели многокомпонентный изотопный балансовый метод изучения динамических свойств водных объектов.
В ходе осуществления атмосферных и подземных ядерных взрывов в лаборатории В. Н. Сойфера выполнялся контроль загрязнения тритием природных сред. При его непосредственном участии в стране разработали национальную сеть станций тритиевого контроля как часть мировой сети МАГАТЭ/ВМО и исследовали распределение трития в осадках и реках.
В. Н. Сойфером выявлен и обоснован экранирующий эффект континентов, который определял закономерности распределения НТО и НБО вод суши Северного полушария.
Владимир Сойфер доказал метеорное происхождение вод гейзеров на Камчатке, исследовал генезис термальных вод вулкана Менделеева и рассолов юга Сибири, предложил оценку застойности подземных вод, необходимую для решения задачи захоронения ОЯТ. Новые результаты получены В. Н. Сойфером с сотрудниками в изучении происхождения вод теплого ринга Куросио, глубинных вод Японской котловины и Аляскинского течения.
Значительный вклад Владимир Сойфер внес в развитие нового направления ядерной геофизики — использование низкофоновой радиометрии и численных методов моделирования переноса трассёров для решения фундаментальных проблем океана и радиоэкологии Японского моря. Им разработан высокочувствительный измерительный тритиевый комплекс и создана Дальневосточная система контроля за ядерными взрывами, внедренная в систему МО.
В. Н. Сойфер с сотрудниками с высокой надежностью доказали отсутствие формирования трития при электролизе тяжелой воды при якобы «холодном» синтезе (опыты Флейшмана и Понса). Была опровергнута гипотеза Джонса о потоке трития со дна морей и дано объяснение аномалиям трития, обнаруженным ими в 1980-х годах в глубинных водах Южного океана в африканском и австрало-новозеландском секторах. Эти данные дали возможность Владимиру Сойферу в свою очередь выдвинуть гипотезу относительно быстрого (порядка 10 см/с) переноса североатлантических глубинных вод и предложить новый взгляд на традиционные представления о механизме и времени переноса глубинных вод в океане. Сегодня на базе выдвинутой им концепции создается новая методология контроля состояния отработанного ядерного топлива на морском дне по аномалиям 85Kr.

## Обвинение
В начале нулевых был обвинён ФСБ в разглашении государственной тайны, однако не преследовался в связи с амнистией по возрасту — встречным иском Сойфера В. Н. полностью оправдали судом.